# Abasiofilija
Abasiofilija je psihoseksualna privlačnost prema osobama smanjene pokretljivosti, pogotovo onima koji koriste ortopedska pomagala kao što su ortopedske proteze ili invalidska kolica. Izraz abasiofilija je prvi upotrijebio John Money s Univerziteta Johns Hopkins u svom radu o parafilijama iz 1990.